# Плесна
Плесна́ — село в Україні, у Шепетівській міській громаді Шепетівського району Хмельницької області. Населення становило 830 осіб на кінець 2023 року.

## Географія
На околиці села бере початок річка Очеретинка.

## Історія
У 1906 році село Шепетівської волості Ізяславського повіту Волинської губернії. Відстань від повітового міста 15 верст, від волості 3. Дворів 187, мешканців 937.

## Населення

### Мова
Розподіл населення за рідною мовою за даними перепису 2001 року:
| Мова            | Кількість | Відсоток |
| --------------- | --------- | -------- |
| українська      | 1058      | 98.14%   |
| російська       | 15        | 1.39%    |
| білоруська      | 2         | 0.19%    |
| румунська       | 1         | 0.09%    |
| вірменська      | 1         | 0.09%    |
| інші/не вказали | 1         | 0.09%    |
| Усього          | 1078      | 100%     |

## Відомі особистості
В поселенні народився:
- Грищук Валентин Самкович (* 1951) — український політик.

## Галерея

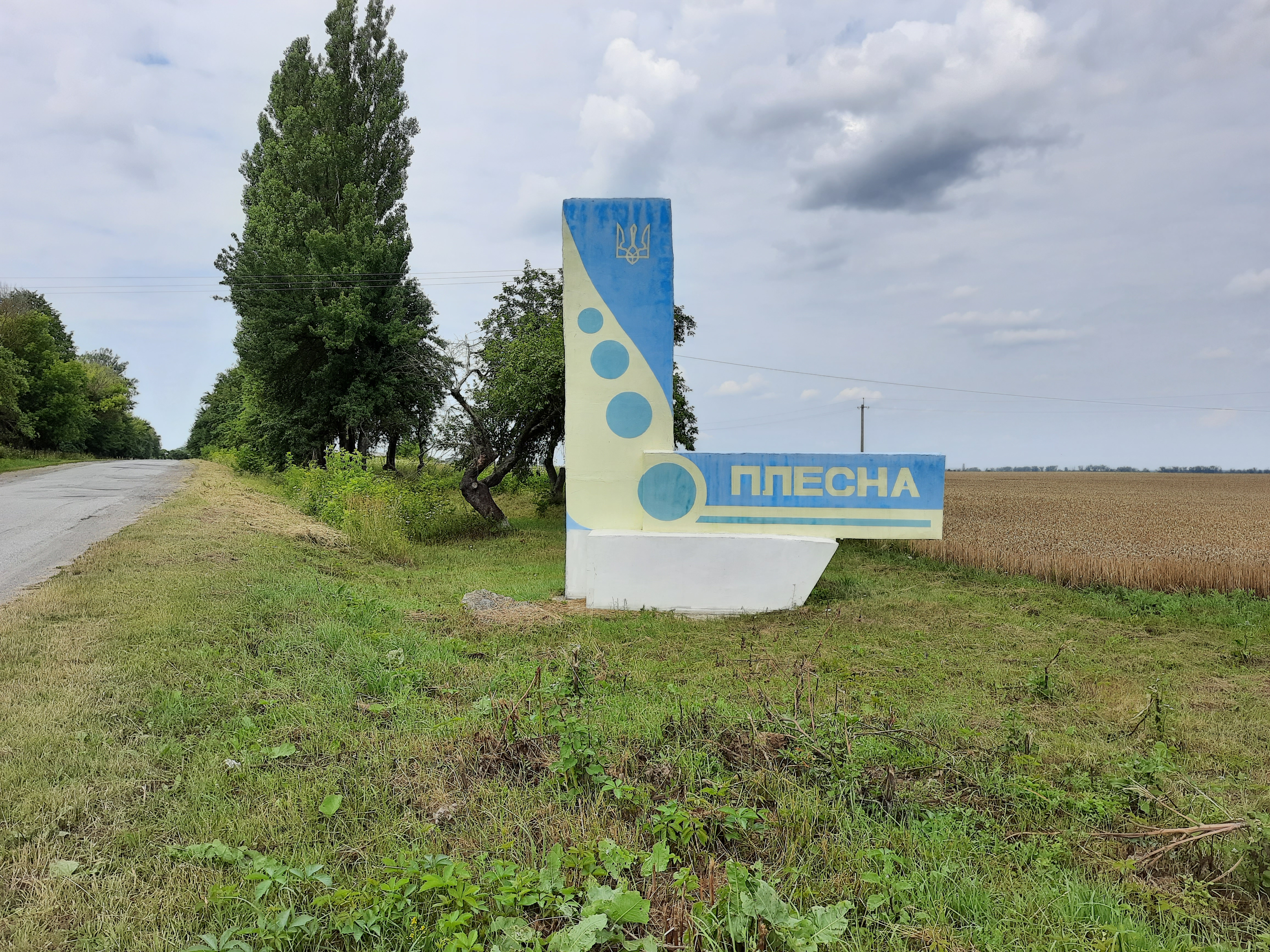
Стела при в'їзді в село
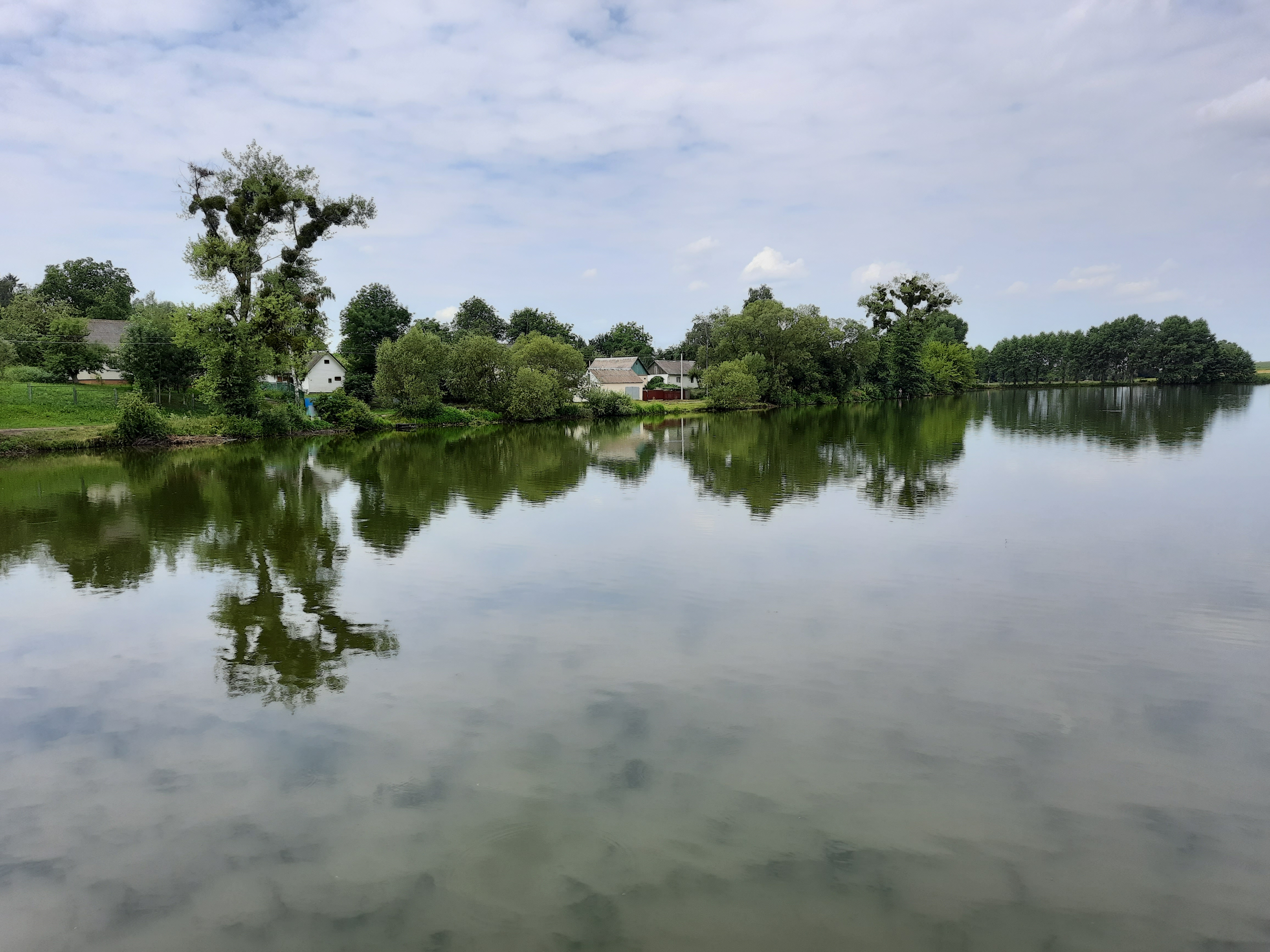
Сільський став
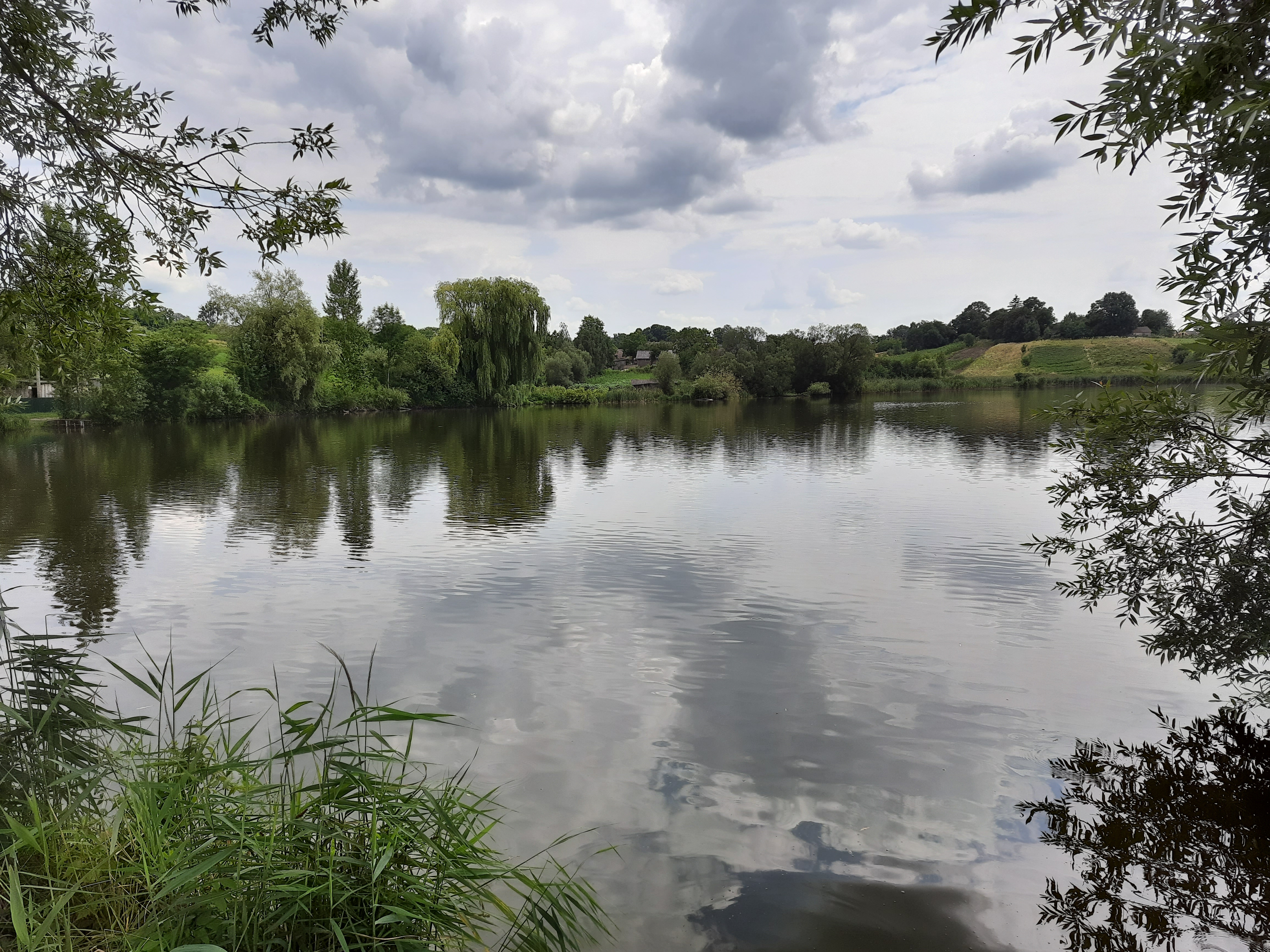
Сільський став